# 副田護
副田 護（そえだ まもる、1947年3月1日 - ）は日本の編集者、小説家、ノンフィクション作家。

## 略歴
福岡県福岡市に生まれる。中央大学付属高等学校を経て、1971年慶応義塾大学商学部卒業。
産経新聞、交通遺児育英会勤務後、1973年桃園書房入社。1976年『月刊小説』編集長就任、1977年『小説春秋』編集長兼任、1979年『小説CLUB』編集長兼任。
桃園書房在職中から少年マガジン、少年サンデー、ビッグコミック、漫画アクションなどに、神谷不志夫、依田功のペンネームで記事を連載。1985年桃園書房退社。
1987年㈲ブックランド設立、代表就任。2001年㈲ブックランド解散、㈲企画集団トモ設立、代表就任。
2021年学校法人北海道安達学園札幌マンガ・アニメ＆声優専門学校学校長就任。

## 主著

### 小説
- 翔ける旭日旗・飛天出版　1995
- オーストラリア本土作戦・廣済堂出版　1995
- 真珠湾軍事法廷開廷ス・廣済堂出版　1995
- 大反攻!ジェット航空艦隊①～⑤(全5巻)・廣済堂出版　1996～98
- 大反攻!海底機動艦隊①～③(全3巻)・廣済堂出版　2000～2003
- 大逆転!ジェット航空艦隊㊤㊦（全2巻）・コスミック出版　2006
- 潜水空母機動艦隊・コスミック出版　2010
- 超大東亜戦争・コスミック出版　2010

### ノンフィクション
- 図解戦艦大和のすべて・講談社　1973
- 怪獣の本・講談社　1973
- ものしりクイズ大事典①、②・講談社　1979～80
- 釣りびっくり大事典・講談社　1981
- 世界の謎・ケイブンシャ　1989
- ゴルフ・常識のウソ・廣済堂出版　1990
- 健康・常識のウソ・廣済堂出版　1993
- 太平洋戦争49の謎・廣済堂出版　1993
- 太平洋戦争必勝の極意・廣済堂出版　1994
- 危ない健康神話51・ナガセブックス　1994
- 二十四人の将星―帝国陸海軍軍人に見るリーダーの条件　コスモブックス　1997
- トリビア博物館366の「へぇー」・コスミック出版　2004
- 戦艦大和・マイウェイ出版　2008
- 異説戦国武将の素顔　鮮血と白刃・マイウェイ出版　2009
- 戦艦大和のすべて・コスミック出版　2009
- ゼロ戦88の真実・マイウェイ出版　2013
- 帝国陸海軍軍用機図鑑・マイウェイ出版　2013
- 太平洋戦争海戦全史・マイウェイ出版　2014
- 中欧の街角から・批評社　2016
- 陸士VS海兵・マイウェイ出版　2016
- ユダヤの真実・マイウェイ出版　2016
- 零戦最強伝説・マイウェイ出版　2016
- 美女悪女51人の真実・マイウェイ出版　2019
- ヒトラーと鉄十字、ハーケンクロイツの世界・マイウェイ出版　2019

### 漫画原作
- 愛と勇気の一生‐キリスト（作画篠田ひでお）・学習研究社　1983
- ルパン三世の英会話作戦
  - ①キーポイントを盗め(作画モンキー・パンチ)・双葉社1985
  - ②バーボン気分で(作画モンキー・パンチ)・双葉社1986
- 愛があぶない!(作画小山田つとむ)・双葉社　1987
- Drゴルフ・グリーン健康法(作画鈴木ひろし)・双葉社　1988

## エピソード
- 上記以外に財界人、医師、芸能人、プロゴルファーなどのゴーストライターとして、著書が50冊以上ある。[要出典]
- 「ルパン三世の英会話作戦①，②」(双葉社)は、モンキー・パンチが描き下ろした最後の作品。発行部数も少なく、一時期、ファンの間では①～②巻揃いで10万円という価格がついていた
- 「健康・常識のウソ」(廣済堂出版)では、喫煙と肺がんとに疫学的因果はないことや、虫歯は歯磨きだけでは防げないことを証明し、多くの医師，歯科医師と論戦した。
- 「太平洋戦争49の謎」(廣済堂出版)では、開戦時の駐米大使館員の行動を時刻と照らし合わせ、その怠惰ぶりをはじめて指摘した。
- 父は元日本バプテスト連盟理事長、元大泉バプテスト教会名誉牧師副田正義。長兄は元筑波大学副学長・名誉教授副田義也。従兄は元国立小児病院精神科医長、かわいクリニック院長河合洋。